# 富夫
『富夫』は、ホラーコミック界を代表する古賀新一、伊藤潤二、御茶漬海苔の3人が、各々の代表作を自らのメガホンで実写化した「古潤茶」プロジェクトの第２弾。
伊藤潤二が原作・脚本・監督を務めた日本映画。主演は、古川雄輝 ・ 木口亜矢。
劇場公開日は、2011年8月27日。

## ストーリー
恋人同士である富夫とまどかは、富夫からのプロポーズをきっかけに結婚を決意する。
その後、２人はある女占い師の元へ占いに行くのだが、そこで占い師から「富夫は他の女性と生涯を遂げる」と言われてしまう。
その言葉に落ち込むまどかに、富夫は再度、永遠の愛を誓うのだが、
どうしても美貌の女占い師のことが気になっていた富夫は、女占い師の元をもう一度訪れる。
女占い師の誘惑に負けてしまった富夫は、女占い師の「首が欲しい」という言葉を安易に受け入れてしまい、女からワイヤーを首にかけられてしまう。
慌ててワイヤーを振りほどく富夫であったが、首にはハッキリとワイヤーの跡が・・・。
一方で富夫と連絡がつかないことを心配したまどかは、富夫を探しに女占い師の元へ再度訪れる。
まどかから見つからないように身を隠す富夫であったが、そこで目撃したのは、沢山の男たちの首であった。
恐ろしくなり、逃げ出す富夫に呪文を唱える女占い師。まどかの家に向かう途中で首が切れてしまう富夫。
何とか手で切れてしまった首と胴体を押さえながらまどかと共に逃げる富夫であったが、ラストに衝撃の結末が・・・。

## 登場人物
- 富夫 - 古川雄輝
- 女占い師 - 木口亜矢
- まどか - 小祝麻里亜
- 税所伊久磨
- 池田佳史

## スタッフ
- 監督・原作・脚本 - 伊藤潤二
- 監督補・編集 - 山口洋輝
- VFXスーパーバイザー - 小田一生
- 美術 - 最上勝司
- 録音 - 高田伸也、鈴木明彦
- 特殊造形・メイク - 奥山友太
- 特殊造型・特殊メイク監修 - 西村喜廣
- 衣装・メイク - 岩崎奈都子
- MA・音響効果 - 村上一久
- 助監督 - 谷口昌史
- 企画協力・脚本協力 - 辻友貴
- 撮影 - 栗山進太郎
- 音楽 - 浜口祐夢、川本盛文
- 制作プロダクション - アルチンボルド、フレッシュハーツ
- 制作協力 - 御茶工房
- 企画協力 - スタジオハードデラックス
- 製作 - ジェネオン・ユニバーサル・エンターテイメント

## Blu-ray / DVD
2011年9月2日発売。発売・販売元はジェネオン・ユニバーサル・エンターテイメント